# Petar Aleksandrov
Petar Aleksandrov (på bulgarsk: Петър Александров) (født 7. december 1962 i Karlovo, Bulgarien) er en tidligere bulgarsk fodboldspiller, der spillede som angriber. Han repræsenterede på klubplan adskillige klubber, blandt andet Slavia Sofia og Levski Sofia i hjemlandet, tyske Energie Cottbus og schweiziske FC Aarau og FC Luzern.
For Bulgariens landshold nåede Aleksandrov at spille 25 kampe, hvori han scorede fem mål. Han var en del af holdet der sensationelt nåede semifinalerne ved VM i 1994 i USA.